# ميشيل زيوولكو
ميشيل زيوولكو (2 يناير 1945 في كيمنتس) (بالإنجليزية: Michel Zewulko)‏ لاعب كرة قدم فرنسي الجنسية ألماني المولد معتزل كان يجيد اللعب في مركز حارس مرمى . ساهم في تتويج نادي ليون ببطولة كأس فرنسا موسم 1966-1967 .

## روابط خارجية
- ميشيل زيوولكو على موقع قاعدة بيانات كرة القدم.إي يو (الإنجليزية)